# Teorem o ekstremnim vrijednostima
U diferencijalnom računu, teorem o ekstremnim vrijednostima tvrdi da, ako je realna funkcija f neprekidna na ograničenom segmentu [a, b], onda ona mora dosegnuti maksimum i minimum, svaki barem jednom. To jest, postoje brojevi c i d u [a, b] takvi da:
{\displaystyle f(c)\geq f(x)\geq f(d),\forall x\in [a,b]}.
Srodni teorem je teorem o ograničenosti koji kaže da je neprekidna funkcija f na segmentu [a, b] ograničena na tom segmentu. To jest, postoje realni brojevi m i M takvi da:
{\displaystyle m<f(x)<M,\forall x\in [a,b]}.
Teorem o ekstremnim vrijednostima obogaćuje teorem o ograničenosti govoreći da ne samo da je funkcija ograničena, nego u isto vrijeme dostiže svoju najmanju gornju među kao svoj maksimum i najveću donju među kao svoj minimum.
Teorem o ekstremnim vrijednostima se upotrebljava u dokazu Rolleovog teorema. U formulaciji Karla Weierstrassa, taj teorem tvrdi da neprekidna funkcija iz nepraznog kompaktnog prostora u podskup realnih brojeva dostiže maksimum i minimum.

## Povijest
Teorem o ekstremnim vrijednostima je originalno dokazao Bernard Bolzano u 1830-ima u djelu Teorija funkcija ali je djelo ostalo neobjavljeno sve do 1930. Bolzanov dokaz sastojao se u pokazivanju da je neprekidna funkcija na segmentu ograničena, i tada da funkcija dostiže svoj minimum i maksimum. U oba dokaza se pojavljuje teorem koji je danas poznat pod nazivom Bolzano-Weierstrassov teorem (Rusknock i Kerr-Lawson 2005). Taj rezultat je otkrio kasnije Karl Weierstrass 1860. godine.

## Funkcije na koje se teorem ne može primijeniti
Sljedeći primjeri pokazuju zašto domena funkcije mora biti ograničeni segment da bi se teorem primijenio. Svaka od njih ne dostiže maksimum na danom intervalu.
- {\displaystyle f(x)=x} definirana na {\displaystyle [0,\infty )} nije ograničena odozgo.
- {\displaystyle f(x)=x/(1+x)} definirana na {\displaystyle [0,\infty )} je ograničena ali ne dostiže svoju najmanju gornju među 1.
- {\displaystyle f(x)=1/x} definirana na {\displaystyle (0,1]} nije ograničena odozgo.
- {\displaystyle f(x)=1-x} definirana na {\displaystyle (0,1]} je ograničena ali nikada ne dostiže svoju najmanju gornju među 1.

Definiranjem f(0) = 0 u zadnja dva primjera pokazuje da oba teorema zahtijevaju neprekidnost na [a, b].

## Generalizacija na metričke i topološke prostore
U prelasku sa {\displaystyle \mathbb {R} } na općenite metričke i topološke prostore, prikladna generalizacija ograničenog segmenta je kompaktni skup. Skup K je kompaktan ako ima sljedeće svojstvo: iz svake kolekcije otvorenih skupova {\displaystyle U_{\alpha }} takve da je {\displaystyle K\subset \bigcup U_{\alpha }}, konačna podkolekcija {\displaystyle U_{\alpha _{1}},...,U_{\alpha _{n}}} može biti izabrana tako da {\displaystyle K\subset \bigcup _{i=1}^{n}U_{\alpha _{i}}}. To se naziva Heine-Borel svojstvo, i obično se izriče u kratko kao "svaki otvoreni pokrivač od K ima konačni podpokrivač." Heine-Borel teorem tvrdi da je podskup realnih brojeva kompaktan ako i samo ako je i zatvoren i ograničen.
Koncept neprekidne funkcije također se može poopćiti. Neka su dani topološki prostori V, W, funkcija {\displaystyle f:V\mapsto W} je neprekidna ako je za svaki otvoreni skup {\displaystyle U\subset W}, {\displaystyle f^{-1}(U)\subset V} također otvoren. S obzirom na te definicije, može se pokazati da neprekidna funkcija čuva kompaktnost.
Teorem. Ako su {\displaystyle V,W} topološki prostori, {\displaystyle f:V\mapsto W} neprekidna funkcija, {\displaystyle K\subset V} je kompaktan, tada je i {\displaystyle f(K)\subset W} isto kompaktan.
Posebno, ako je {\displaystyle W=\mathbb {R} } tada taj teorem implicira da je {\displaystyle f(K)} zatvoren i ograničen za svaki kompaktni skup {\displaystyle K}, što opet implicira da {\displaystyle f} dostiže svoj supremum i infimum na svakom (nepraznom) kompaktnom skupu {\displaystyle K}. Prema tome, imamo sljedeću generalizaciju teorema o ekstremnoj vrijednosti:
Teorem Ako je {\displaystyle K} kompaktni skup i {\displaystyle f:K\mapsto \mathbb {R} } neprekidna funkcija, tada je {\displaystyle f} ograničena i postoje
{\displaystyle p,q\in K} takvi da {\displaystyle f(p)=\sup _{x\in K}f(x)} i {\displaystyle f(q)=\inf _{x\in K}f(x)}.